# Tejbegríz

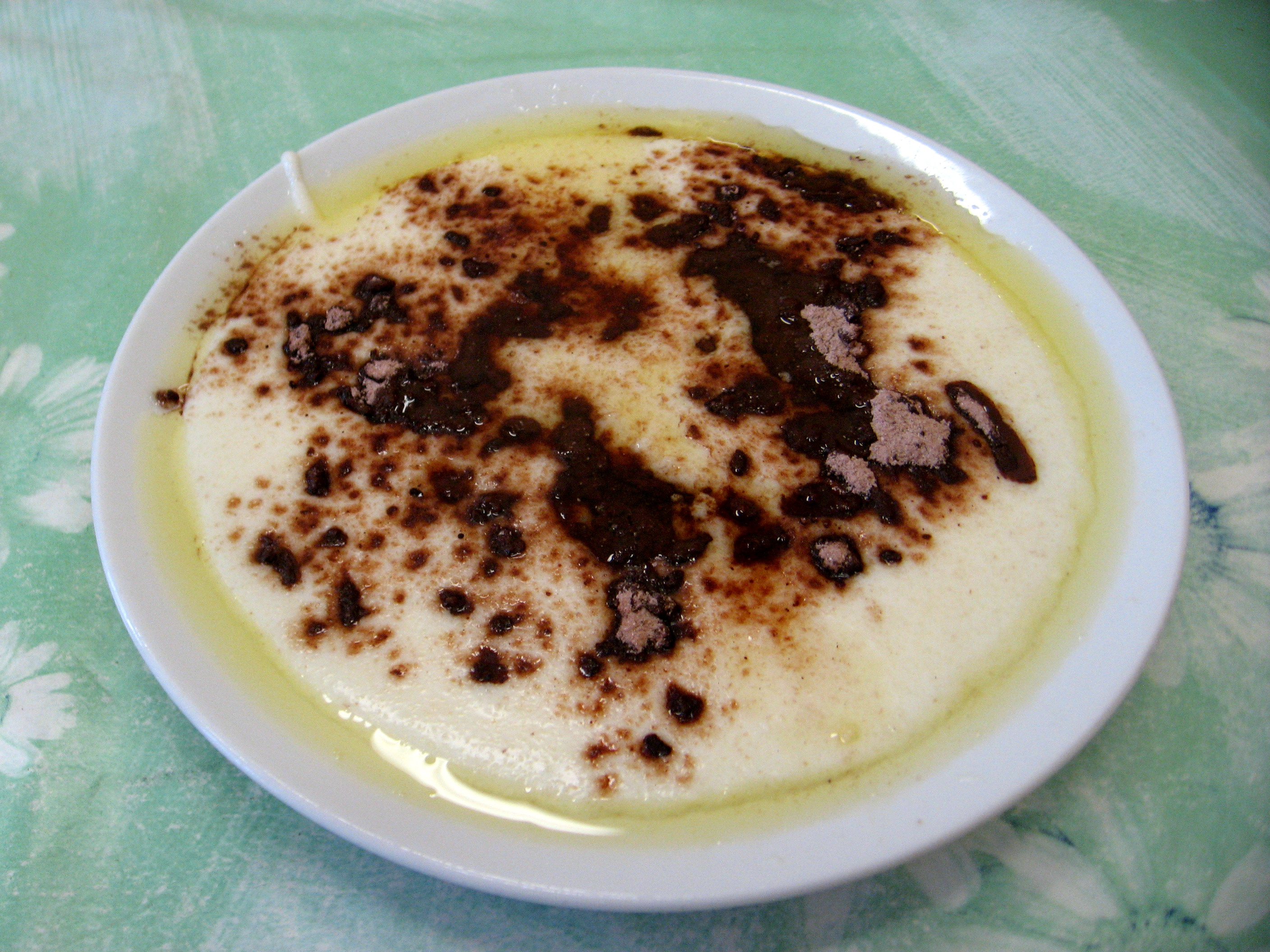
Tejbegríz kakaóporral meghintve

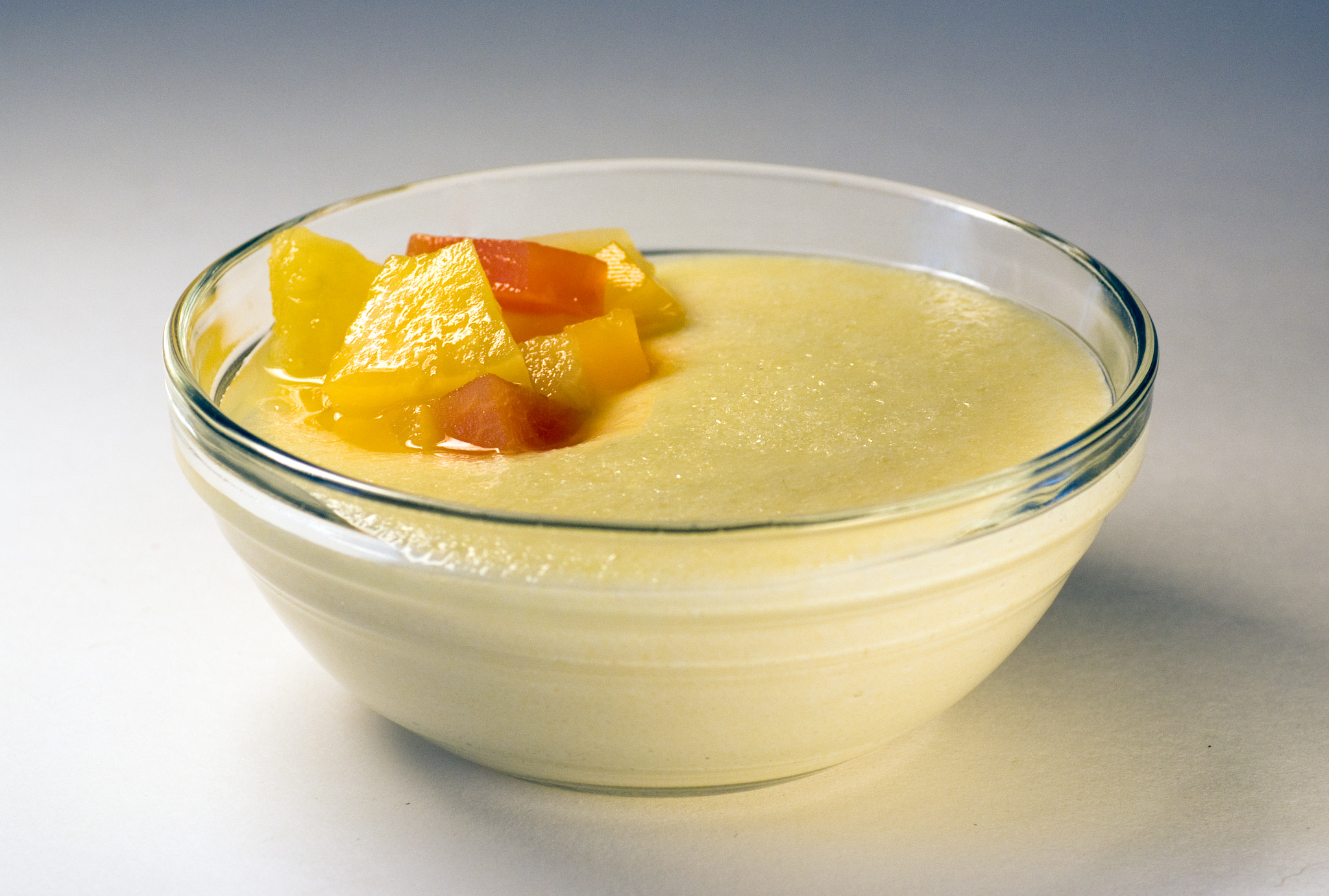
Tejbegríz gyümölccsel

A tejbegríz, tejből és búzadarából (grízből) készült kása. Mivel állaga hasonlít a pudingéra, németül grízpudingnak is nevezik.

## Elkészítése
Gyenge tűzön főzik, elegendő időt adva a gríznek, hogy beszívja a tejet és megpuhuljon. A viszonylag hosszú főzés közben a grízben tárolt keményítőmolekulák a tejben zselatinizálódnak, és megkeményítik a tejet. Az eredmény olyan krémszerű massza, amelyben továbbra is láthatók a grízszemcsék. A keményítő két komponense közül ezért a folyamatért a sokszor elágazó amilopektin felelős.

## Megjelenése az irodalomban
Veres Péter Laci című novellájában a lovakkal etetett abrak ledarálása kapcsán jegyzi meg: „Adjon az isten annak a tudósnak minden napra tejbegrízt, aki ezt kitalálta.”
Dániel Anna Margot királyné gobelinjei című regényében a főszereplő, Lonka osztályfőnökét a gyerekek Gríz néninek hívják, és a névadásról a következőket tudjuk meg: „Mindig olyan unalmasakat mond, ezért nevezték el Gríznek, de olykor, ha jóságos, Tejbegríz.” Ugyanez a névadási magyarázat a Hiányzik Szecső című 1973-as ifjúsági regényében még a következőképpen hangzott: „az osztályokban általában Gríz néninek hívják az unalmassága, olykor Tejbegríznek a kicsit édeskés jóindulata miatt”.